# Camopi
Camopi és un municipi francès, situat a la regió d'ultramar de la Guaiana Francesa. L'any 2006 tenia 1.414 habitants. Limita amb Saint-Georges-de-l'Oyapock i Régina al nord, Maripasoula a l'oest i l'estat d'Amapá (Brasil) al sud.

En roig el territori comunal de Camopi.

## Geografia
El municipi es troba als marges del riu Oyapock i es troba al territori dels Teko (émerillon) i Wayampi, i només és accessible amb un permís de la prefectura de permís, instituït el 1970 i revisat el 1977 (Decret núm. 1.845 / C octubre 3, 1977). S'hi pot arribar en avió (el terreny és sovint impracticable durant la temporada de pluges, però la restauració ha de ser finançada per la Unió Europea, mentrestant, el manteniment va a càrrec del campament militar de la 3a REI) o en canoa per l'Oyapock en 4-6 hores, a partir de Saut Maripa, a Saint-Georges-de-l'Oyapock. El municipi es troba a la desembocadura del riu Oyapock.
La vila disposa d'una gendarmeria i un dispensari amb dos metges i dues infermeres. L'escola, única de la regió, té uns 200 estudiants. També hi ha un annex de l'Escola de Saint-Georges-de-l'Oyapock.
Més al sud, a uns 150 quilòmetres sobre l'Oyapock es troba el poble de 3 Sauts. Aquesta vila forma part de la comuna de Camopi com dotzenes de pobles al llart del riu i del rierol Camopi.

## Demografia
| 1961                                       | 1967 | 1974 | 1982 | 1990 | 1999  |
| ------------------------------------------ | ---- | ---- | ---- | ---- | ----- |
| ?                                          | ?    | ?    | ?    | 734  | 1.032 |
| Des de 1962: població sense dobles comptes |      |      |      |      |       |

## Administració
| Període | Identitat       | Partit |
| ------- | --------------- | ------ |
| 2008-   | René Monerville |        |

## Història
La comuna fou creada el 1969 i es considera, de fet, com la primera comuna "ameríndia" de França.
Al centre del poble hi ha un formatger, un arbre immensament gran. Segons les denúncies, els amerindis s'establiren al seu al voltant per a construir el seu hàbitat. És visible des de lluny, ja sigui per aire o per riu.
Abans d'això, la concentració dels amerindis va ser major en l'Oyapock, i la vila duia en nom d'Alicoto. Bon nombre des anciens présents actuellement sur le bourg sont nés là-bas. Molts dels ancians presents actualment a la ciutat hi van néixer allí.
El gran cap Philippe Totowa gestiona les controvèrsies que puguin sorgir entre la oyampis i tekos.